# Dekanija Žalec - Braslovče
Dekanija Žalec - Braslovče je dekanija Škofije Celje, ki je nastala 1. septembra 2021 z združitvijo dotedanje Dekanije Žalec in Dekanije Braslovče.

## Župnije
1. Braslovče
2. Galicija
3. Gomilsko
4. Gotovlje
5. Griže
6. Marija Reka
7. Petrovče
8. Polzela
9. Prebold
10. Sv. Andraž nad Polzelo
11. Sv. Jurij ob Taboru
12. Šempeter v Savinjski dolini
13. Šmartno ob Paki
14. Vransko
15. Žalec

## Dekani
- Srečko Hren (1. september 2021 –)